# Casa de Juntes de Guernica
La Casa de Juntes de Guernica (basc Gernikako Batzarretxea) és un conjunt monumental amb significació política que se situa en la vila de Gernika-Lumo, en Biscaia, País Basc. El cor del conjunt és l'Arbre de Guernica, un roure sota el qual se celebraven les Juntes del Senyoriu de Biscaia, i l'edifici annex que en temps va ser l'església de Santa María L'Antiga.
En l'actualitat és la seu de les Juntes Generals de Biscaia, màxim òrgan institucional de la província.

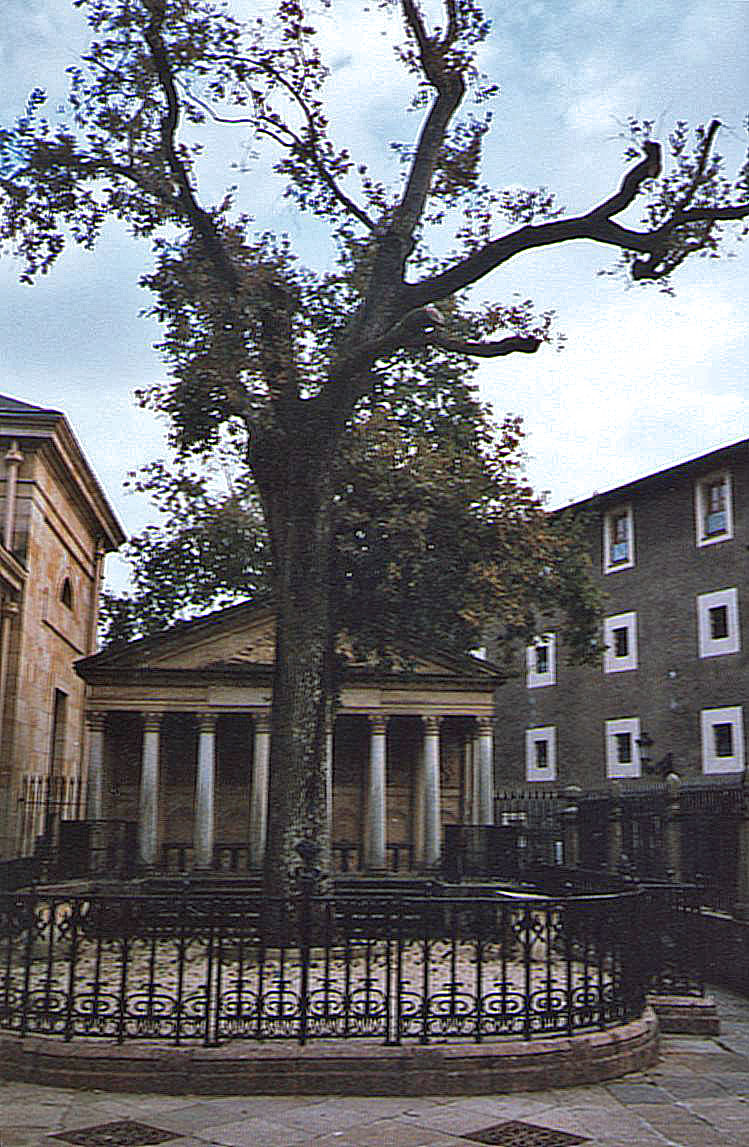
L'Arbre de Guernica és el símbol de les llibertats basques (biscaines).

## L'organització política, les Juntes Generals
El Senyoriu de Biscaia estava estructurat en la Terra Plana, formada per les anteiglesias, les viles i la ciutat de Orduña. Al principi hi havia tres llocs que mantenien les seves pròpies Juntes de Govern: la Merindad de Durango, que celebrava Juntes en la Campa Foral de Gerendiaga, enfront de l'ermita de San Salvador i San Clemente d'Abadiño; Encartaciones, amb la seva pròpia jurisdicció i govern, que celebraven les seves Juntes a Avellaneda; i les Juntes de Biscaia, a Gernika. En interessant indicar que les viles que estaven en les jurisdiccions de la Merindad de Durango i de les Encartaciones n'estaven excloses de les Juntes i pertanyien a la de Gernika.
Les reunions de les Juntes estaven constituïdes pels representants de les entitats municipals que tenien en ella representació; cadascuna d'elles tenia un seient i un vot. Les Juntes Generals tractaven i resolien els problemes comuns del Senyoriu i prenien jurament a Senyor i al rei perquè tots dos respectessin els furs.
Després de la seva suspensió en 1879, van quedar sense efecte fins que 102 anys després, en 1979, es van recuperar com a legislatiu de la província de Biscaia, a l'empara de la nova organització política de l'Estat.

## El conjunt monumental
Originàriament el lloc estava conformat per l'arbre, a l'ombra del qual es reunien els junteros, una tribuna per asseure's i la petita ermita de Santa María l'Antiga. Algunes vegades l'assemblea se celebrava dins de l'ermita, depenent de les condicions climatològiques i arribant a ser un lloc de reunió habitual. A principis del segle xix, en 1826, va donar començament la construcció de les actuals instal·lacions.
El conjunt monumental de la Casa de Juntes de Guernica està constituït per l'edifici de Santa María de l'Antiga, amb les seves diferents sales, i l'arbre amb el seu entorn.

### L'edifici
L'edifici actual és un bon exponent del neoclàssic, obra de l'arquitecte Antonio Echevarría. Reuneix les funcions d'església i parlament. Per a això va dissenyar una àrea el·líptica, on als costats se situen els seients pels junteros i en la capçalera se situa un altar que es reconverteix en taula presidencial.
La decoració està composta per diferents elements que fan referència a la història de Biscaia. En els murs es mostren 26 quadres dels diferents Senyors que van estar al capdavant del Senyoriu biscaí. Aquests quadres són obra de Sebastián de Galbarriartu i dels germans Bustín, del segle xvii. Entre les vidrieres, sobre els quadres, es recorden les dates de les jures dels Furs de diferents Senyors. Les vidrieres són obra de Masiera sobre disseny del pintor bilbaí Guiard. Entre els diferents quadres hi ha dos que destaquen per la seva qualitat i interès històric: el titulat Jura d'un senyor de Biscaia, realitzat en 1882 per Alselmo de Guinea; i l'altre, titulat Besamans al rei Ferran el Catòlic pels biscaïns en 1476, obra de Francisco de Mendieta, que mostra com era el lloc en aquesta data.
D'avantsala a la sala de juntes està la sala de la vidriera. Aquest espai va ser concebut com un pati obert. En 1964 es va decidir tancar-ho perquè fes les funcions de museu de la història de Biscaia. En 1985 es va cobrir amb una gran vidriera en la qual es fa una al·legoria de Biscaia representant l'Arbre i els furs, Lege zaharra (Llei vella), al voltant dels quals es representen els diversos territoris que componen Biscaia. Aquesta representació es realitza mitjançant els edificis més significatius i les diferents fonts productives que donen riquesa al territori: la pesca, l'agricultura, la mineria, la indústria...
Aquesta vidriera ocupa una superfície de 235 m&*sup2;. i va ser realitzada per l'empresa bilbaïna Vidrieras de Arte S.A..
Complementa aquesta sala un gran quadro tríptic titulat Lírica i religió, realitzat pel pintor Gustavo de Maeztu, on es recorda la galerna que el 20 d'abril de 1878 va costar la vida a 200 pescadors de Bermeo.
El projecte inicial de les instal·lacions preveia dues ales rectangulars per a l'armeria i l'arxiu. Solament es va aixecar una d'elles.

### L'Arbre i el seu entorn
L'Arbre és el cor del conjunt monumental. Se situa davant una tribuna neoclàssica que va substituir, en la reforma de 1826, a l'anterior, però que manté els llocs que componen la taula presidencial de les antigues Juntes Generals i els set seients destinats al corregidor, als diputats i als síndics. L'Arbre ocupa el centre d'un petit rectangle barrat.
L'actual roure va ser plantat l'any 2004, en morir l'anterior, que datava de 1860. Est va substituir l'anomenat arbre vell, que amb més de 300 anys és el vestigi més antic del venerat Arbre. El seu tronc es conserva en un templet, construït en 1926, en el jardí posterior.
L'actual Arbre, situat a esquena de la tribuna, va ser plantat el 2 de febrer de 1979, amb 17 anys. El 25 de febrer de 2005 es va plantar un nou plançó de l'Arbre enfront de la tribuna, per donar continuïtat a la tradició.
Hi ha una placa que recorda les paraules que el primer lehendakari (president) del Govern basc, José Antonio Aguirre, va utilitzar en 1936 per realitzar el jurament del càrrec. Aquestes paraules s'han convertit en la fórmula de protocol que s'usa per a realitzar aquest jurament.
| « | Jainkoaren aurrean apalik, Eusko Lur gainean zutunik, asaben gomutaz, Gernikako Zuhaizpean, herri ordezkarion aintzinean nere agindua ondo betetzea zin dagit. Traducció: "Davant Déu humiliat, en peus sobre la Terra Basca, en record dels avantpassats, sota l'Arbre de Guernica, davant els representants del poble juro exercir fidelment el meu càrrec." | » |

Després del reixat que tanca el recinte se situen el convent de les Clarisses i l'antic Ajuntament de Lumo, avui Arxiu del Senyoriu.